# Карлос Самбрано
Ка́рлос Самбра́но (ісп. Carlos Zambrano, нар. 10 липня 1989, Кальяо, Перу) — перуанський футболіст, захисник «Бока Хуніорс».
Виступав, зокрема, за «Шальке 04» та «Айнтрахт», а також національну збірну Перу.

## Клубна кар'єра
Народився 10 липня 1989 року в місті Каяо. Розпочав займатися футболом в «Депортіво Канталао». У 16 років перейшов у «Шальке 04», скаути якого помітили його на відбірковому етапі на юнацький чемпіонат світу до 17 років у 2005 році. Він відразу ж став гравцем основного складу юнацької команди і в 2007 році був заявлений за другу команду гельзенкірхенців, де зіграв, щоправда, всього один матч.

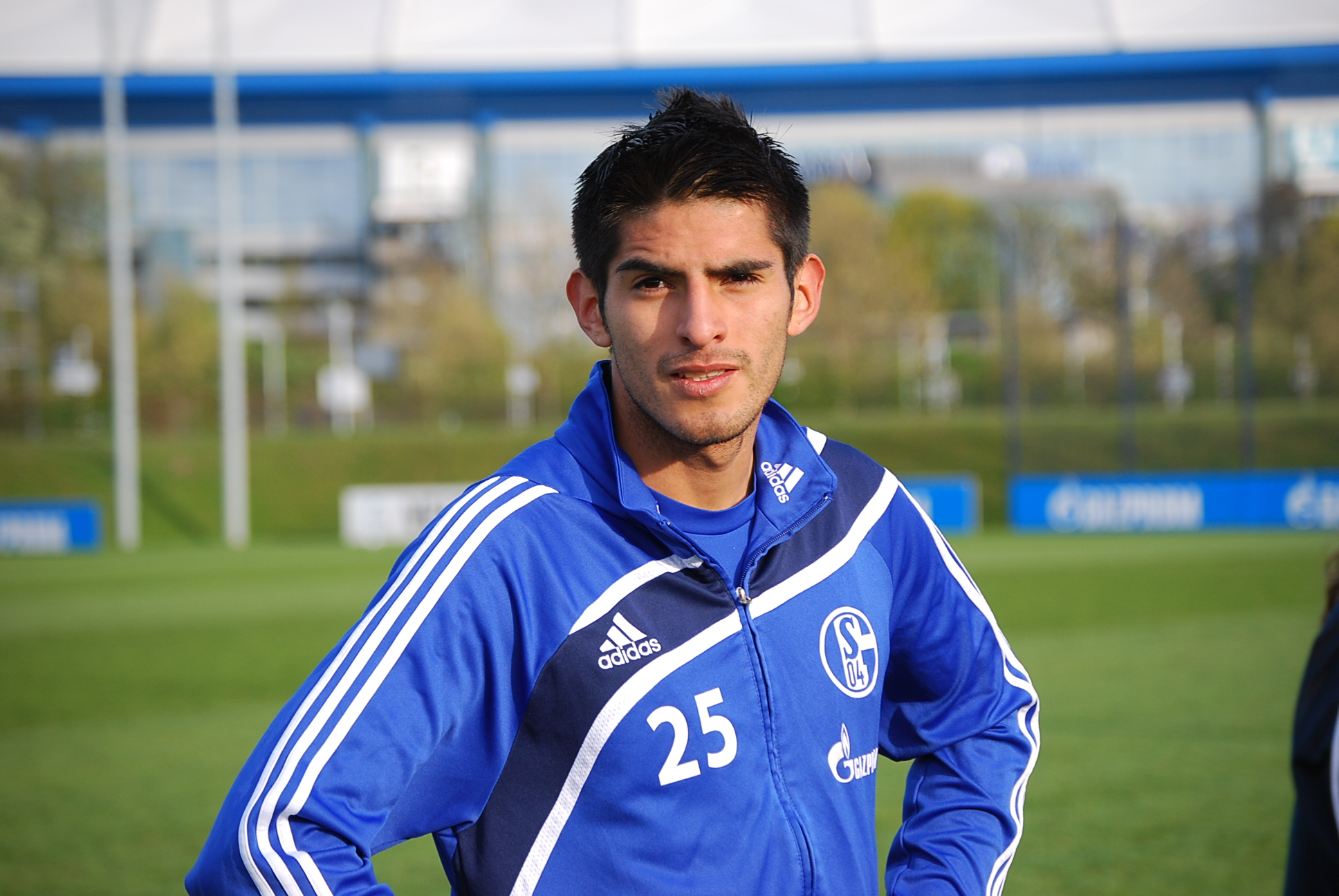
Карлос Самбрано під час виступів за «Шальке 04». 2010 рік.

У 2008 році був заявлений за основну команду «Шальке», але жодного матчу в тому сезоні не зіграв. Перед сезоном 2009/10 потрапив під омолодження команди з такими гравцями як Крістоф Моріц, Льюїс Голтбі і Лукас Шміц. За основний склад «Шальке» дебютував 1 серпня в кубком матчі проти «Германії Віндек». Примітно, що Карлос почав матч в основному складі і вже на 10-й хвилині зумів забити гол у ворота супротивника. Дебютував у Бундеслізі 8 серпня 2009 року в матчі проти «Нюрнберга», що закінчився перемогою гельзенкірхенців з рахунком 2:1. На полі Карлос провів усі 90 хвилин.
Після того, як він став віце-чемпіоном Німеччини у сезоні 2009/10 з «Шальке 04», але так і не став основним гравцем, був відданий в оренду до складу новачка Бундесліги «Санкт-Паулі» на сезон 2010/11. У березні 2011 року Самбрано отримав серйозну травму і без нього клуб вилетів до Другої Бундесліги. Карлос повернувся до гри лише у лютому 2012 року і зіграв до кінця сезону у 10 матчах другого німецького дивізіону, проте клуб не зумів повернутись в елітний дивізіон.
17 серпня 2012 року перуанець перейшов у «Айнтрахт». Дебютував у новому клубі в першому турі Бундесліги 2012/13, коли Айнтрахт виграв 2:1 вдома в «Баєра». У перших двох сезонах Самбрано був основним гравцем клубу, зігравши по 30 матчів у чемпіонаті, а в другому з них він дебютував і в єврокубках, зігравши у 9 іграх Ліги Європи. 13 жовтня 2014 року знову отримав серйозну травму, через що пропустив частину сезону. Так само не був основним і у наступному сезоні 2015/16, останньому у складі франкфуртського клубу. Відіграв за клуб чотири сезони своєї ігрової кар'єри, зігравши у 101 матчі Бундесліги.
У липні 2016 перейшов у російський «Рубін». Дебютував 27 серпня в гостьовому матчі 5 туру чемпіонату Росії, провівши повний матч проти «Оренбурга».
Влітку 2017 року на правах оренди відправився в грецький ПАОК. У чемпіонаті Греції Самбрано зіграв тільки в шести матчах, після чого у нього не склалися стосунки з головним тренером Разваном Луческу. Останній раз він зіграв за клуб із Салонік 5 листопада 2017 року. Така ситуація не влаштовувала Карлоса і він вирішив покинути клуб.
30 січня 2018 року уклав 4-річну угоду з київським «Динамо», за яке до кінця сезону так і не зіграв жодної гри і у червні став гравцем «Базеля», швейцарський клуб орендував перуанського футболіста до кінця сезону 2018/19 з правом подальшого викупу. Зігравши лише у 7 іграх чемпіонату, після закінчення сезону 2018/19 повернувся в «Динамо», оскільки клуби не зуміли домовитися про фінансову складову переходу.
31 січня 2020 року Самбрано був проданий до аргентинського «Бока Хуніорс», так і не зігравши за «Динамо» жодного матчу.

## Виступи за збірні
2006 року дебютував у складі юнацької збірної Перу, взяв участь у 3 іграх на юнацькому рівні, відзначившись одним забитим голом.
Протягом 2007—2009 років залучався до складу молодіжної збірної Перу.
26 березня 2008 року дебютував в офіційних матчах у складі національної збірної Перу. Примітно також, що і в цьому дебюті, вийшовши в основному складі, він забив гол у ворота супротивників, якими в той вечір була коста-риканська збірна. Сталося це на 45-й хвилині. З того матчу Карлос зумів закріпитися в основному складі збірної.
У складі збірної був учасником розіграшу Кубка Америки 2015 року у Чилі, на якому команда здобула бронзові нагороди, а також на наступному Кубка Америки 2019 року, де дійшов з командою до фіналу.

## Статистика виступів

### Статистика клубних виступів
| Сезон                   | Команда                 | Чемпіонат             | Чемпіонат | Чемпіонат | Національний кубок | Національний кубок | Національний кубок | Континентальні кубки | Континентальні кубки | Континентальні кубки | Інші змагання | Інші змагання | Інші змагання | Усього | Усього |
| Сезон                   | Команда                 | Ліга                  | Ігор      | Голів     | Ліга               | Ігор               | Голів              | Ліга                 | Ігор                 | Голів                | Ліга          | Ігор          | Голів         | Ігор   | Голів  |
| ----------------------- | ----------------------- | --------------------- | --------- | --------- | ------------------ | ------------------ | ------------------ | -------------------- | -------------------- | -------------------- | ------------- | ------------- | ------------- | ------ | ------ |
| 2007–08                 | «Шальке 04»             | БЛ                    | -         | -         | -                  | -                  | -                  | -                    | -                    | -                    | -             | -             | -             | -      | -      |
| 2008–09                 | «Шальке 04»             | БЛ                    | -         | -         | -                  | -                  | -                  | -                    | -                    | -                    | -             | -             | -             | -      | -      |
| 2009–10                 | «Шальке 04»             | БЛ                    | 16        | 0         | КН                 | 4                  | 1                  | -                    | -                    | -                    | -             | -             | -             | 20     | 1      |
| Усього за «Шальке 04»   | Усього за «Шальке 04»   | Усього за «Шальке 04» | 16        | 0         |                    | 4                  | 1                  |                      |                      |                      |               |               |               | 20     | 1      |
| 2010–11                 | «Санкт-Паулі»           | БЛ                    | 20        | 1         | КН                 | 1                  | 0                  | -                    | -                    | -                    | -             | -             | -             | 21     | 1      |
| 2011–12                 | «Санкт-Паулі»           | 2БЛ                   | 10        | 0         | -                  | -                  | -                  | -                    | -                    | -                    | -             | -             | -             | 10     | 0      |
| Усього за «Санкт-Паулі» | Усього за «Санкт-Паулі» | 30                    | 1         |           | 1                  | 0                  |                    |                      |                      |                      |               |               | 31            | 1      |        |
| 2012–13                 | «Айнтрахт»              | БЛ                    | 30        | 0         | -                  | -                  | -                  | -                    | -                    | -                    | -             | -             | -             | 30     | 0      |
| 2013–14                 | «Айнтрахт»              | БЛ                    | 30        | 0         | КН                 | 4                  | 0                  | ЛЄ                   | 9                    | 0                    | -             | -             | -             | 43     | 0      |
| 2014–15                 | «Айнтрахт»              | БЛ                    | 17        | 0         | -                  | -                  | -                  | -                    | -                    | -                    | -             | -             | -             | 17     | 0      |
| 2015–16                 | «Айнтрахт»              | БЛ                    | 23        | 0         | КН                 | 2                  | 0                  | -                    | -                    | -                    | -             | -             | -             | 23     | 0      |
| Усього за «Айнтрахт»    | Усього за «Айнтрахт»    | Усього за «Айнтрахт»  | 100       | 0         |                    | 6                  | 0                  |                      | 9                    | 0                    |               |               |               | 113    | 0      |
| Усього за кар'єру       | Усього за кар'єру       | Усього за кар'єру     | 146       | 1         |                    | 11                 | 1                  |                      | 9                    | 0                    |               |               |               | 164    | 2      |

### Статистика виступів за збірну
| Дата       | Місто          | Господарі         | Результат | Гості      | Турнір            | Голи | Примітки |
| ---------- | -------------- | ----------------- | --------- | ---------- | ----------------- | ---- | -------- |
| 26-03-2008 | Ікітос         | Перу              | 3 – 1     | Коста-Рика | товариський матч  | 1    |          |
| 07-09-2008 | Ліма           | Перу              | 1 – 0     | Венесуела  | Відбір до ЧС 2010 | -    |          |
| 11-09-2008 | Ліма           | Перу              | 1 – 1     | Аргентина  | Відбір до ЧС 2010 | -    | 25'      |
| 11-10-2008 | Ла-Пас         | Болівія           | 3 – 0     | Перу       | Відбір до ЧС 2010 | -    | 58'      |
| 30-03-2009 | Ліма           | Перу              | 1 – 3     | Чилі       | Відбір до ЧС 2010 | -    | 27'      |
| 02-04-2009 | Порту-Алегрі   | Бразилія          | 3 – 0     | Перу       | Відбір до ЧС 2010 | -    |          |
| 07-06-2009 | Ліма           | Перу              | 1 – 2     | Еквадор    | Відбір до ЧС 2010 | -    |          |
| 11-06-2009 | Медельїн       | Колумбія          | 1 – 0     | Перу       | Відбір до ЧС 2010 | -    |          |
| 05-09-2009 | Ліма           | Перу              | 1 – 0     | Уругвай    | Відбір до ЧС 2010 | -    | 3'       |
| 11-10-2009 | Буенос-Айрес   | Аргентина         | 2 – 1     | Перу       | Відбір до ЧС 2010 | -    | 54'      |
| 14-10-2009 | Ліма           | Перу              | 1 – 0     | Болівія    | Відбір до ЧС 2010 | -    | 52'      |
| 04-09-2010 | Торонто        | Канада            | 0 – 2     | Перу       | товариський матч  | -    |          |
| 08-09-2010 | Форт-Лодердейл | Ямайка            | 1 – 2     | Перу       | товариський матч  | -    | 46'      |
| 08-10-2010 | Ліма           | Перу              | 2 – 0     | Коста-Рика | товариський матч  | -    | 68'      |
| 13-10-2010 | Панама         | Панама            | 1 – 0     | Перу       | товариський матч  | -    | 23'      |
| 29-02-2012 | Туніс          | Туніс             | 1 – 1     | Перу       | товариський матч  | -    |          |
| 16-08-2012 | Сан-Хосе       | Коста-Рика        | 0 – 1     | Перу       | товариський матч  | -    | 46'      |
| 08-09-2012 | Ліма           | Перу              | 2 – 1     | Венесуела  | Відбір до ЧС 2014 | -    |          |
| 12-09-2012 | Ліма           | Перу              | 1 – 1     | Аргентина  | Відбір до ЧС 2014 | 1    |          |
| 17-10-2012 | Асунсьйон      | Парагвай          | 1 – 0     | Перу       | Відбір до ЧС 2014 | -    |          |
| 07-02-2013 | Кува           | Тринідад і Тобаго | 0 – 2     | Перу       | товариський матч  | -    |          |
| 01-06-2013 | Панама         | Панама            | 1 – 2     | Перу       | товариський матч  | -    | 46'      |
| 08-06-2013 | Ліма           | Перу              | 1 – 0     | Еквадор    | Відбір до ЧС 2014 | -    | 18'      |
| 11-06-2013 | Барранкілья    | Колумбія          | 2 – 0     | Перу       | Відбір до ЧС 2014 | -    | 59'      |
| 11-09-2013 | Пуерто-ла-Крус | Венесуела         | 3 – 2     | Перу       | Відбір до ЧС 2014 | 1    | 70'      |
| 16-10-2013 | Ліма           | Перу              | 1 – 1     | Болівія    | Відбір до ЧС 2014 | -    |          |
| 04-09-2014 | Дубай          | Ірак              | 0 – 2     | Перу       | товариський матч  | -    |          |
| 11-10-2014 | Вальпараїсо    | Чилі              | 3 – 0     | Перу       | товариський матч  | -    | 74'      |
| 01-04-2015 | Форт-Лодердейл | Перу              | 0 – 1     | Венесуела  | товариський матч  | -    |          |
| 03-06-2015 | Ліма           | Перу              | 1 – 1     | Мексика    | товариський матч  | -    | 83'      |
| 14-06-2015 | Темуко         | Бразилія          | 2 – 1     | Перу       | Копа Америка 2015 | -    |          |
| 19-06-2015 | Вальпараїсо    | Перу              | 1 – 0     | Венесуела  | Копа Америка 2015 | -    |          |
| 21-06-2015 | Темуко         | Колумбія          | 0 – 0     | Перу       | Копа Америка 2015 | -    |          |
| 26-06-2015 | Темуко         | Болівія           | 1 – 3     | Перу       | Копа Америка 2015 | -    |          |
| 30-06-2015 | Сантьяго       | Чилі              | 2 – 1     | Перу       | Копа Америка 2015 | -    | 7' 20'   |
| 05-09-2015 | Вашингтон      | США               | 2 – 1     | Перу       | товариський матч  | -    |          |
| 09-09-2015 | Гаррісон       | Колумбія          | 1 – 1     | Перу       | товариський матч  | -    | 74'      |
| 08-10-2015 | Барранкілья    | Колумбія          | 2 – 0     | Перу       | Відбір до ЧС 2018 | -    | 78'      |
| 14-10-2015 | Ліма           | Перу              | 3 – 4     | Чилі       | Відбір до ЧС 2018 | -    | 13'      |
| 14-11-2015 | Ліма           | Перу              | 1 – 0     | Парагвай   | Відбір до ЧС 2018 | -    |          |
| 18-11-2015 | Салвадор       | Бразилія          | 3 – 0     | Перу       | Відбір до ЧС 2018 | -    |          |
| 25-03-2016 | Ліма           | Перу              | 2 – 2     | Венесуела  | Відбір до ЧС 2018 | -    | 46'      |
| Усього     |                | Матчів            | 42        |            | Голів             | 3    |          |

## Титули і досягнення
- Володар Кубка Швейцарії (1):

Базель: 2018-19
- Срібний призер Кубка Америки: 2019
- Бронзовий призер Кубка Америки: 2015